# 伏酒
伏酒是江西出产的一种甜黄酒，赣南各地均有出产。伏酒源于客家，以糯米为主料，小曲为糖化发酵剂，多为冬春酿制，贮存三年以上才开坛饮用的又称陈年伏酒。此酒虽历史悠久，但产量却一直不大。